# Prescrição retroativa
A prescrição retroativa, em relação à doutrina e à lei penal brasileira, diz respeito à prescrição da pretensão punitiva do Estado ao agente criminoso com base na pena aplicada concretamente, isto é - quando já há sentença sem recurso da acusação, ou improvido este - o prazo prescricional se retrai.
Exemplo: "o delito de lesões corporais, levando-se em conta a pena em abstrato (leia-se, o máximo previsto para o crime, ou seja, 1 ano), prescreve em 4 anos. Mas se o juiz aplicar a pena de 6 meses, da qual não recorre o Ministério Público, o prazo prescricional cai para 3 anos. Portanto, utilizando a prescrição retroativa, é possível a sua verificação entre a data do recebimento da denúncia ou queixa e a data da sentença condenatória. Tanto o juiz da condenação, quanto o da execução, podem reconhecer a ocorrência da prescrição retroativa."